# Füßling (Tauchen)

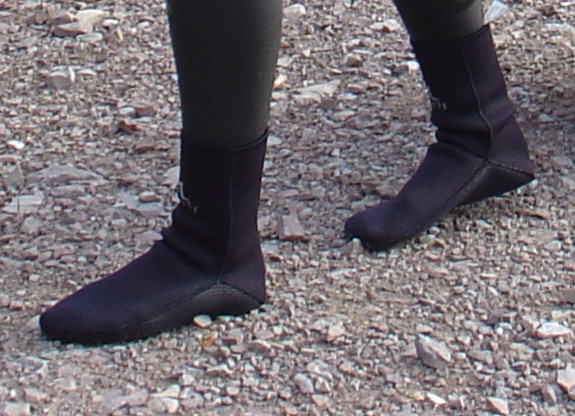
Füßlinge

Füßlinge werden von Tauchern vor allem zur Wärmeisolation beim Tauchen verwendet. Aber auch als Schutz vor Schürfungen und Schnitten beim Einstieg ins Wasser sind Füßlinge nützlich. Außerdem können sie helfen hinten offene, so genannte Geräteflossen (Flossen zum Tauchen mit Atemgerät) tragen zu können. 
Füßlinge bestehen normalerweise aus ca. 3 bis 5 mm dickem, oft mit Nylon kaschiertem Neopren, versehen mit Profilgummisohlen. Viele Füßlinge sind auch mit einem seitlichen Reißverschluss ausgestattet, der das Anziehen erleichtert. Nützlich ist es, wenn die Reißverschlüsse noch zusätzlich mit Neopren hinterlegt sind, um besseren Wärmeschutz zu gewährleisten. Wie bei einem Wanderschuh muss man auch bei Füßlingen darauf achten, dass sie gut sitzen und keine scheuernden Nähte an den Innenseiten vorhanden sind, denn die Füße sind beim Tauchen mehr oder weniger permanent in Bewegung. Weiteren Schutz vor Kälte bieten Neoprensocken, die unter den Füßlingen getragen werden.